# Difenilcloroarsina
La difenilcloroarsina (DA) è il composto chimico di formula (C6H5)2AsCl. In condizioni normali è un solido cristallino incolore e inodore. Il composto è tossico ed è stato usato come arma chimica. Viene usato anche come intermedio per la sintesi di altri composti arsenorganici.

## Sintesi  e struttura
La difenilcloroarsina fu sintetizzata per la prima volta da La Coste e Michaelis nel 1878. In accordo con la teoria VSEPR la molecola è piramidale, con al vertice un atomo di As(III).

## Usi
La difenilcloroarsina fu usata come arma chimica con nome Clark 1 per la prima volta sul fronte occidentale durante la guerra di trincea della prima guerra mondiale. Altri composti di effetto analogo sono la difenilcianoarsina (DC, Clark 2) e la difenilaminocloroarsina (DM, adamsite, Clark 3).
La difenilcloroarsina è un reagente utile per la sintesi di altri composti arsenicati, ad esempio per reazione con reattivi di Grignard:
RMgBr  +  (C6H5)2AsCl  →  (C6H5)2AsR  +  MgBrCl
(R = alchile, arile)

## Indicazioni di sicurezza
La difenilcloroarsina è disponibile in commercio. Provoca starnuti, tosse, cefalea, salivazione e vomito. Il composto non è classificato esplicitamente nella Direttiva 67/548/CE, ma come composto dell'arsenico va considerato molto tossico e pericoloso per l'ambiente.